# Ranchal
Ranchal é uma comuna francesa na região administrativa de Auvérnia-Ródano-Alpes, no departamento de Ródano. Estende-se por uma área de 15,14 km². Em 2010 a comuna tinha 331 habitantes (densidade: 21,9 hab./km²).